# Petit Fort
 (novembre 2023).
Si vous disposez d'ouvrages ou d'articles de référence ou si vous connaissez des sites web de qualité traitant du thème abordé ici, merci de compléter l'article en donnant les références utiles à sa vérifiabilité et en les liant à la section « Notes et références ».
Petit Fort fut un poste de traite fortifié par les Français à l'époque de la Nouvelle-France, et située dans le nord-ouest de l'État de l'Indiana aux États-Unis.  
Petit Fort était situé au sud du lac Michigan. Ce nom lui fut attribué en rapport à la taille de l'édifice. Par la suite cette appellation devint la dénomination de ce fortin.
Ce poste de traite fortifié fut un avant-poste militaire français, édifié aux alentours d'autres forts français, notamment le Fort Saint-Joseph. Le lieu, au sud des Grands Lacs, était propice aux échanges et commerce de peaux de bêtes dans la région avec les nombreuses nations amérindiennes.
Le National Park Service, qui est une agence fédérale des États-Unis chargée de gérer les parcs nationaux, les monuments nationaux présente Petit Fort comme un dépôt de fourrure protégé.
Après la guerre de Sept Ans entre les Français et les Anglais, les forces britanniques prirent possession de Petit Fort.
Durant la Guerre d'indépendance des États-Unis, le fort Saint-Joseph fut attaqué par un raid des forces américaines de l'Armée continentale envoyées par Augustin de la Balme depuis Cahokia et commandées par Jean-Baptiste Hamelin et Thomas Brady. Les Loyalistes anglais commandés par le Canadien Guillaume-François Dagneau de Quindre de La Picanier, les rattrapèrent près du Petit Fort dans lequel les membres de ce commando américain avaient pris place et s'étaient retranchés. Finalement, si certains purent s'enfuir, les autres durent se rendre aux Loyalistes.